# خليل القارئ
خليل بن عبد الرحمن القارئ (1361 هـ / 1940 - 23 ذو الحجة 1439 هـ / 3 سبتمبر 2018)، شيخ أئمة الحرمين الشريفين، ويُعتبر أحد مُؤسسي النهضة القرآنية الحديثة.

## حياته
ولدَ خليل القارئ في مظفر أباد عام 1940، ودرس على يد الشيخ محمد سليمان في لاهور، وعلى يد القارئ أنور الحق. حفظَ القرآن الكريم على يد الشيخ فضل كريم، ثُم درس القراءات على قراء باكستان والتحق بأحد معاهدها، وعمل في باكستان قارئًا بالإذاعة في منطقة مظفر أباد.
في عام 1963 هاجرَ إلى مكة المكرمة، ودَرس بمسجد بن لادن وفي المسجد الحرام، وكان يُدرس لمدرسي التحفيظ، كما درس للشيخ محمد السبيل درسًا خاصًّا بالمسجد الحرام، ودرس بمعهد الأرقم بن أبي الأرقم بالصفا. ثم انتقل بعدها إلى المدينة المنورة، وعُين مُدرسًا لمعهد المدينة المنورة التابع لجامعة الإمام محمد بن سعود الإسلامية، واستقر فيها وتفرغ فيه لتعليم القرآن الكريم.
لُقب ب"شيخ أئمة الحرمين"؛ في إشارةٍ إلى أنَّ ستة من تلاميذه السابقين في التحفيظ هم أئمة للحرم المكي، بجانب طلاب آخرين معروفين، بينهم الشيخ محمد أيوب والشيخ علي جابر.
يُعتبر رائد المدرسة الحجازية في قراءة وإقراء القرآن، وأحد المؤسسين الذين شاركوا في تأسيس الجمعيات الخيرية لتحفيظ القرآن في السعودية، وهو مُؤسس حلقات تحفيظ القرآن السعودية، وهو والد محمد ومحمود أئمة الحرم النبوي وأحمد.

## وفاته
تُوفي يوم الاثنين 23 ذو الحجة 1439 هـ الموافق 3 سبتمبر 2018 في المدينة المنورة، عن عمرٍ يناهز 78 عامًا، وُدفنَ فجر في بقيع الغرقد.